# كلاوديو غراسي
كلاوديو غراسي (بالإيطالية: Claudio Grassi)‏ مواليد 25 يوليو 1985 في كرارا، هو لاعب كرة مضرب إيطالي بدأ مسيرته كمحترف سنة 2003 يلعب باليد اليمنى. أعلى مركز له في تصنيف رابطة محترفي كرة المضرب في الفردي كان المركز الـ 300 في سنة 2011. أعلى تصنيف له في الزوجي كان المركز الـ 133 في سنة 2014.

## روابط خارجية
- كلاوديو غراسي على موقع رابطة محترفي التنس (الإنجليزية)
- كلاوديو غراسي على موقع الاتحاد الدولي لكرة المضرب (الإنجليزية)
- كلاوديو غراسي على موقع خلاصة التنس.كوم (الإنجليزية)